# 立花みずき
立花 みずき（たちばな みずき、1973年8月24日 - ）は、日本のAV女優。ロータスグループ所属。

## 略歴・人物
2009年にデビューした熟女系のAV女優である。

## 出演作品

### アダルトビデオ
2009年
- ザ・カメラテスト 71 事務所の人には内緒だよ 言えません、イキすぎて腰が抜けちゃったなんて… （11月30日、アテナ映像）オムニバス作品 他出演:西野小春、平松恵理香、木下えりな
- 嫁いで来た妻の生活 （12月3日、タカラ映像）
- お母さんに叱られて （12月5日、ルビー）
- 亀頭・金玉・前立腺を責めてくれる痴熟女 （12月11日、ゴーゴーズ）
- 人妻温泉 癒し系 28 （12月12日（レンタル）／2010年1月8日（セル）、クリスタル映像）オムニバス作品 他出演:桜みちる、浅倉彩音、松本貴子、若林美保
- 巨乳美人家出妻 妻の友人 （12月12日、ドリームステージエンタテインメント）共演:裕美
- 初撮り人妻ドキュメント （12月17日、センタービレッジ）
- 人妻の蜜と密 4 …それは知られてはいない秘密。 （12月19日、AROUND）オムニバス作品 他出演:関口恵都子
- 下宿屋の痴母 3 （12月24日、ソルト・ペッパー）

2010年
- 302号の桃尻奥さん。 2010 （1月2日、タカラ映像）
- 秘蜜愛撫 こっそりヌルヌルオマ○コと勃起したチ○ポを触りあう男と女 （1月7日、グローリークエスト）オムニバス作品 他出演:つぼみ、黒木麻衣、妃悠愛、井川ゆい、花木あのん、小峰ひなた
- 働く人妻 2 お好み焼き屋で働く美人若妻をAV出演させちゃいました （1月7日、グローリークエスト）
- ミセスむち桃 不動産レディー （1月20日、スターパラダイス）オムニバス作品 他出演:生田沙織、吉永れい
- 巨乳妻ナンパ生中出し 街で見かけたセレブな美人妻がイキまくり! （1月20日、ピーターズ）オムニバス作品
- 奥様欲情日記 こたつの中が君の匂いでいっぱいだ 触っちゃイヤ、主人がそこで寝てるのよ （1月21日、アテナ映像）オムニバス作品 他出演:管野しずか、森ななこ、弓削亜弓
- 近親相姦 母子受精 （1月28日、センタービレッジ）
- 近親相姦 禁断の肉棒…お父さんごめんなさい （1月28日、イエローダック）
- 近親熟女 お母さん! 中出しさせて! 10 （1月30日、ジャネス）
- M男飼育W調教 2 （1月30日、未来・フューチャー）…共演:聖女王様
- 近親相姦 母のお尻 〜美白尻母の悶絶〜 （2月6日、ルビー）
- 中出し人妻不倫旅行 15 （2月25日、ビッグモーカル）
- あなたへ 今晩、ゆう子の家に泊まります。 （2月25日、マドンナ）
- 奥様達の裏稼業 2 （2月26日、Nadeshiko）
- 人妻狙い撃ちナンパ 今回のターゲットは料理教室帰りの巨乳妻だ! （4月2日、映天）…オムニバス作品 他出演:徠夢、菜月綾、水沢真樹、さくらい葉菜
- 泣き虫オナニー （4月2日、虎堂）オムニバス作品 他出演:桐原あずさ、小野里美、櫻井ゆうこ、大隈恵令奈、高瀬ひとみ、若槻ゆめ、瀬奈涼
- フェラコレ熟女編 7 （6月25日、隼エージェンシー）オムニバス作品 他出演:池田美和子、美嶋茜、手嶋絵里、鈴香音色、真田優、岡本莉沙、乙音るい、加藤聖良、橘まいら、結城みさ、甲斐ミハル、佐倉美香、冴島あや、坂上友香、小野理菜、水谷真希、杉浦アリス、星倉なぎさ、石原こと、倉科さやか、相羽優、村尾ふみえ、大谷佳香、大槻ひびき、中野まりえ、渡瀬のぞみ、藤宮ひかる、内藤斐奈、美咲りん、姫乃未来、風谷音緒、片瀬くるみ、鈴木茶緒、林このみ
- こだわりの手コキ 人妻編 8 （9月25日、隼エージェンシー）オムニバス作品 他出演:星咲なな子、美咲りん、鈴木茶織、このみゆいか、岡本莉沙、加藤聖良、甲斐ミハル、佐倉美香、市川鮎子、七瀬ゆい、手嶋絵里、小野理菜、森谷みう、水谷真希、杉浦アリス、瀬戸ありさ、星倉なぎさ、星野ひな、石原こと、村尾ふみえ、大谷佳香、大槻ひびき、池田美和子、渡瀬のぞみ、内藤斐奈、美嶋茜、姫乃未来、平山みな、葉月沙良
- たっぷりと射精できる！ センズリ用《長回し》素材集 （10月25日、アロマ企画）オムニバス作品 他出演:内田美奈子
- ユーザー皆様の企画を実現します！ＲＯＣＫＥＴ２周年記念ユーザーリクエスト祭り番外編 もしもTVの中でパンチラ誘惑する女子アナのマ○コを舐めれたら… 女子アナにクンニ 気持ちよすぎてガマンできずに感じち （4月6日、ROCKET）

### アダルトサイト
- New Mrs.virgin No.209 松本春奈 （ウーマンインサイド+ミセスバージン） ※「松本春奈」名義

## WEB TV
- 朝まで生浮気〜立花さん家の奥さんが内緒でアナタと不倫SEX （2009年11月26日、うらぱら）